# لیگ دسته سوم فوتبال ایران ۰۰-۱۳۹۹
لیگ دسته سوم فوتبال ایران ۰۰–۱۳۹۹، چهارمین سطح لیگ‌های فوتبال در ایران در فصل ۰۰–۱۳۹۹ پس از لیگ برتر، لیگ آزادگان و لیگ ۲ بود. این لیگ از ۱۴ آذر ۱۳۹۹ آغاز شد.
در مجموع ۸۵ تیم (۶۵ تیم در مرحله اول در ۵ گروه مختلف، ۲۰ تیم در مرحله دوم) در رقابت‌های این فصل به رقابت پرداختند.